# Greve da SAG-AFTRA de 2023
A Greve da SAG-AFTRA (Screen Actors Guild – American Federation of Television and Radio Artists) de 2023, nos Estados Unidos, foi uma paralisação do maior sindicato de atores e atrizes de entretenimento do país por conta de uma disputa judicial com a Alliance of Motion Picture and Television Producers (AMPTP). Este evento coincidiu com a Greve da Writers Guild of America (WGA) em uma série de disputas trabalhistas mais amplas em Hollywood.
Esta greve marcou a primeira vez em que atores iniciaram uma disputa trabalhista nos Estados Unidos desde a greve dos atores de 1980 e a primeira vez em que atores e roteiristas saíram simultaneamente desde 1960. As disputas trabalhistas SAG-AFTRA e WGA de 2023 contribuíram a maior interrupção das indústrias estadunidenses de televisão e cinema desde o impacto da pandemia de COVID-19 em 2020. Todavia, este evento não paralisou todas as produções, a maior produtora independente dos Estados Unidos, A24, por não apresentar vínculo com a AMPTP, teve dois longas-metragens liberados para continuarem suas produções após aprovar os termos apresentados pelo sindicado: Mother Mary e Death of a Unicorn, além de outras 37 obras de outras empresas.
A SAG-AFTRA afirmou que durante a greve encorajou seus membros a participarem de produções não filiadas a AMPTP. Duncan Crabtree-Ireland, diretor executivo da SAG-AFTRA, declarou que o alto número de projetos independentes aprovados enfraqueceria o argumento colocado pelos estúdios de que estas demandas do sindicato dos atores seriam irracionais.
As negociações entre a SAG-AFTRA e a AMPTP ocorreram de 2 a 11 de outubro e foram retomadas em 24 de outubro. Em 8 de novembro de 2023, foi alcançado um acordo provisório. A greve terminou ao meio-dia de 9 de novembro.

## Antecedentes

### Sindicalização em Hollywood

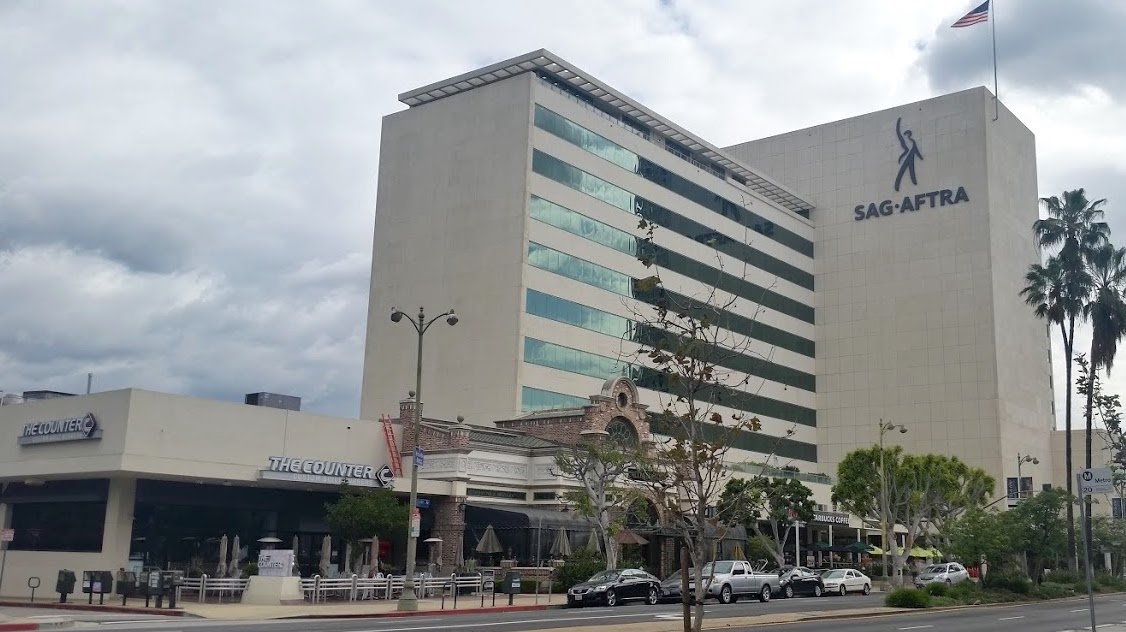
Edifício da SAG-AFTRA em Los Angeles, Califórnia.

O Screen Actors Guild – Federação Americana de Artistas de Televisão e Rádio (SAG-AFTRA) é um sindicato que representa aproximadamente 160 000 profissionais de mídia e artistas. A Alliance of Motion Picture and Television Producers (AMPTP) é uma associação comercial que representa estúdios de cinema e televisão em negociações coletivas com sindicatos como a SAG-AFTRA, o Directors Guild of America (DGA) e Writers Guild of America (WGA).
A SAG-AFTRA foi formada pela fusão do Screen Actors Guild (SAG) e da Federação Americana de Artistas de Televisão e Rádio (AFTRA) em março de 2012, permitindo ao SAG-AFTRA representar não apenas atores, mas também jornalistas, apresentadores de talk shows, e outros trabalhadores de transmissões ao vivo. O WGA e o Screen Actors Guild não entram em greve simultaneamente desde 1960, quando atores se juntaram a roteiristas em greve por conta de pagamentos residuais de filmes vendidos a redes de televisão. A greve dos atores de 1980 envolveu os esforços combinados da SAG e da AFTRA. A maior greve do SAG-AFTRA desde 1980 ocorreu em 2000, na qual atores comerciais entraram em greve para pressionar pela continuação do sistema residual contra a reação dos anunciantes, em meio às divisões entre SAG e AFTRA.
Durante a última década e a ascensão do streaming, roteiristas e atores ficaram frustrados com a política dos estúdios em relação aos resíduos dos serviços de streaming; o declínio da rede de televisão levou a uma maior dependência de outros resíduos. A Greve dos Roteiristas (WGA) de 2007-08 foi motivada em grande parte por executivos de estúdios insistindo que os roteiristas não deveriam receber resíduos de serviços de streaming. Esta greve de 2007-08 custou à cidade de Los Angeles aproximadamente US$ 1.5 bilhões, conforme a National Public Radio (NPR). Assim como os notáveis roteiristas da WGA, atores expressaram preocupação com o uso de inteligência artificial, observando que ela poderia ser usada para replicar suas imagens sem compensação financeira.

### Negociações contratuais
Semanas após a entrada da Writers Guild of America em greve, o conselho nacional de diretores do SAG-AFTRA concordou unanimemente em buscar uma votação de autorização de greve antes de um contrato renovado; SAG-AFTRA aprovou um novo contrato em 2020 que expiraria em 30 de junho de 2023. O sindicato afirmou que não pretendia fazer greve, mas que buscava dar a seus negociadores "máxima capacidade de barganha" antes das negociações no dia 7 de junho de 2023. A SAG-AFTRA citou várias questões nas negociações, incluindo "justiça econômica, resíduos, regulamentação do uso de inteligência artificial e alívio dos encargos da mudança em toda a indústria para a self-tapes", e disse a seus membros que os produtores da Alliance of Motion Picture and Television cortariam os salários dos atores para "aumentar lucros corporativos". Em um vídeo divulgado em 30 de maio de 2023, os membros do SAG-AFTRA Julia Louis-Dreyfus, Jean Smart e Kumail Nanjiani apelou aos membros para votarem pela greve, mas reservou que o voto pela autorização da greve era apenas uma ferramenta de barganha, não um voto para ordenar uma greve imediata.
Em 5 de junho de 2023, SAG-AFTRA aprovou a autorização de greve por uma margem de 98%, segundo o sindicato. Membros de alto perfil - incluindo Quinta Brunson, Jennifer Lawrence e Rami Malek —  sinalizaram sua disposição de atacar antes do prazo para alcançar um "acordo transformador", apesar das negociações "extremamente produtivas". SAG-AFTRA concordou em estender as negociações até meia-noite de 13 de julho de 2023, na tentativa de evitar uma greve, mas as negociações foram interrompidas em julho de 2023. SAG-AFTRA realizou uma pesquisa com seus membros em greve no dia 5 de julho de 2023 e começou a preparar cartazes de piquete dias depois.
O AMPTP concordou com um "pedido de última hora" para mediação do Serviço Federal de Mediação e Conciliação em 11 de julho de 2023; o diretor do Congresso e de relações públicas, Greg Raelson, afirmou que um mediador federal estaria presente no dia seguinte. Por sua vez, a SAG-AFTRA acusou a AMPTP de tentar prolongar as negociações para além do prazo e reiterou que não iria continuar a negociar depois de 12 de julho de 2023. Vários atores de destaque, incluindo Lawrence e Malek, afirmaram seu apoio novamente assinando uma carta instando o sindicato a tomar medidas agressivas e declarando sua vontade de greve. Posteriormente, foi relatado pela Variety que a mediação entrou em colapso depois que a presidente da AMPTP, Carol Lombardini, insultou os negociadores, dizendo-lhes para "ser civilizados" e evitar uma greve, o que levou a uma paralisação dos negociadores sindicais. Em resposta ao comentário de Lombardini, a presidente da SAG-AFTRA, Fran Drescher, teria dito aos negociadores da AMPTP "Agora vocês têm dois sindicatos em greve" antes de deixarem a sala de negociações.

## A Greve

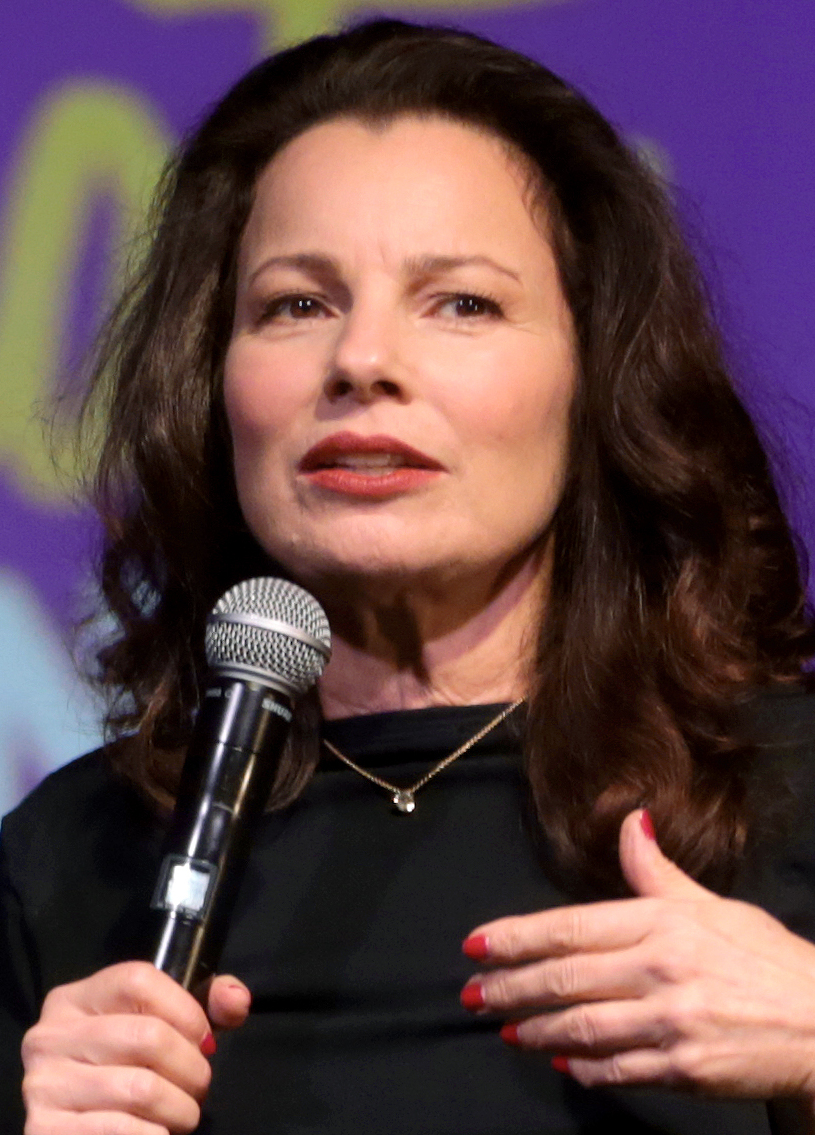
A presidente da SAG-AFTRA, Fran Drescher anunciou a greve em 13 de julho de 2023.

Em 13 de julho de 2023, sem acordo entre SAG-AFTRA e AMPTP, o comitê de negociação SAG-AFTRA votou por unanimidade para recomendar uma greve ao conselho nacional do sindicato. O conselho nacional realizou uma votação aprovando oficialmente a greve. A presidente da SAG-AFTRA, Fran Drescher, anunciou que a greve começaria à meia-noite de 14 de julho; o elenco de Oppenheimer deixou a estreia do filme em Londres antes do anúncio sair. Acompanhada pelo negociador-chefe Duncan Crabtree-Ireland, Drescher argumentou que a greve foi um último recurso relutante e descreveu o contrato proposto como "mover móveis no Titanic". Na coletiva de imprensa, Crabtree-Ireland alegou que a AMPTP tentou incluir uma proposta que permitia aos estúdios, por uma taxa única equivalente a um dia de pagamento, ter direitos exclusivos e indefinidos sobre imagens de figurantes, incluindo o uso de IA generativa. para replicá-los na tela. Especialistas de mídia compararam isso ao filme The Congress (2013) e ao episódio de Black Mirror,"Joan Is Awful". No entanto, a AMPTP negou essas alegações, afirmando que sua proposta permitiria o uso apenas no filme específico para o qual eles são empregados e que qualquer outro uso exigiria consentimento e compensação. A greve começou oficialmente em 14 de julho.
Como parte das regras estabelecidas em 10 de julho, atores não podem participar de produções cinematográficas ou televisivas e não podem participar de trabalhos promocionais, como coletivas de imprensa, estreias de filmes, festivais de cinema e eventos - incluindo San Diego Comic-Con, que estava marcada para 20 a 23 de julho. A greve não se aplica aos membros do SAG-AFTRA que trabalham sob os contratos negociados pelo sindicato separadamente do contrato da AMPTP, incluindo jornalistas de radiodifusão. É permitido trabalhar em podcasts, filmes independentes de "micro-orçamento" e filmes de estudantes, assim como trabalhos de televisão "sem roteiro", como game shows, reality shows, documentários e talk shows. Internacionalmente, membros da SAG-AFTRA estão autorizados a continuar trabalhando no Reino Unido sob acordos de negociação coletiva de capital pré-estabelecidos, pois a lei do Reino Unido criminaliza greves de solidariedade. A série da HBO, House of the Dragon, continuou suas filmagens no Reino Unido com atores SAG-AFTRA operando sob contratos de capital, gerando reação entre os fãs da série.
Em 17 de julho, o SAG-AFTRA divulgou uma declaração de doze páginas descrevendo o colapso das negociações e os termos que consideraram inaceitáveis, incluindo, entre outros, um aumento salarial de cinco por cento para os atores, enquanto o sindicato havia pedido onze por cento. O AMPTP divulgou uma contra declaração, destacando que suas ações estavam sendo "deliberadamente distorcidas e que o SAG-AFTRA havia optado por ignorar "o acordo mais lucrativo que já negociamos ... avaliado em US$ 318 milhões nos três prazo de contrato de um ano."
Em 19 de julho de 2023, SAG-AFTRA aprovou mais filmes a serem rodados durante a greve, incluindo The Watchers, de Ishana Night Shyamalan. Um total de 56 filmes poderiam ser filmados sob as regras de greve.

### Greves em Nova Iorque
As manifestações da SAG-AFTRA em Nova York ocorreram na sede da Paramount em, na 1515 Broadway, e em vários escritórios da NBCUniversal, incluindo Rockefeller Center. Jason Sudeikis juntou-se aos piquetes da NBCUniversal, afirmando que os atores fariam greve "pelo tempo que fosse necessário", assim como Joe Pantoliano, o Naked Cowboy, Alex Edelman e Sarah Sherman. Enquanto isso, na sede da Paramount, os piquetes incluíam Michael Schur e Kevin Bacon.

#### Rock the City por um contrato junsto
No dia 25 de julho de 2023, milhares de atores se reuniram na manhã de terça-feira na Times Square, das 9h30 às 18h. às 12h para expressar suas preocupações sobre tratamento e salários justos.O principal negociador contratual do SAG-AFTRA, Duncan Crabtree-Ireland falou sobre a luta que o sindicato está enfrentando com a Alliance of Motion Picture and Television Producers. Muitas celebridades fizeram discursos para expressar suas preocupações sobre o futuro de seu sindicato e os avanços tecnológicos do setor. Estiveram presentes: Lauren Ambrose, Matt Bomer, Christine Baranski, Steve Buscemi, Bobby Cannavale, Tituss Burgess, Liza Colón-Zayas, Bryan Cranston, Jessica Chastain, Gregory Diaz, Jennifer Ehle, Brendan Fraser, Nancy Giles, Danai Gurira, Jill Hennessy, Marin Hinkle, Stephen Lang, Arian Moayed, Christopher Meloni, Chloë Grace Moretz, Wendell Pierce, Michael Shannon, Christian Slater, Corey Stoll, Merritt Wever e Rachel Zegler.

### Greves em Los Angeles
As greves da SAG-AFTRA em Los Angeles visaram os principais estúdios de cinema, bem como escritórios de empresas. Drescher se juntou pessoalmente às greves fora dos escritórios da Netflix. Josh Gad estava entre os manifestantes na Fox Entertainment. Allison Janney, Kaitlyn Dever, Logan Lerman e Joey King juntaram-se aos protestos na Warner Bros. As atrizes Constance Zimmer e Ginnifer Goodwin participaram de piquetes nos estúdios da Paramount em Los Angeles . Os escritórios da The Walt Disney Company foram alvos de manifestantes, cujos membros notáveis incluíam Mandy Moore, Michelle Monaghan, Raini e Rico Rodriguez, Danielle Fishel, and Ben Schwartz.

#### Hostilidade da Universal Studios Hollywood
NBCUniversal foi acusada de conduzir negócios na Universal Studios Hollywood visando dissuadir ou colocar em perigo os manifestantes e infringir seus direitos de protestar. Em 12 de julho de 2023, foi feito um comunicado anunciando a construção de uma montanha russa com temática Fast & Furious; a data do anúncio coincidiu com o prazo que a SAG-AFTRA deu antes de terminar as negociações com a AMPTP, tendo as obras começado com o início da greve. Isso se somou à construção iniciada em 8 de maio, logo após o WGA começar a protestar no local, obstruindo a Lankershim Boulevard ao longo da extremidade oeste do campus e estacionamento do parque e restringindo ainda mais o acesso à calçada. As calçadas em frente aos portões 1, 2, 4 e 5 seriam desmontadas e demolidas nesta construção. Apesar do conselho anterior da Unidade de Relações Trabalhistas do Departamento de Polícia de Los Angeles para colocar K-rails de River Road para Universal Hollywood Drive para a segurança de manifestantes e outros pedestres desde os protestos do WGA em 6 de junho, nenhum foi colocado até 18 de julho, e ainda tiveram relatos dois manifestantes sendo atropelados por veículos foram feitos. Em 17 de julho, as figueiras na calçada do Barham Boulevard, do lado de fora do Portão 8, tiveram suas folhas podadas quase inteiramente. Os pinheiros do lado oposto de Barham não foram tocados, assim como uma fileira de pimenteiras atrás da cerca perto do portão de produção. A poda foi descrita como uma ação vingativa, já que as árvores estavam sendo usadas pelos manifestantes como sombra em combate ao clima de verão acima de 90 °F (32 °C) do sul da Califórnia, bem como ilegal, citando propriedade da cidade e violação de Los Angeles ' códigos de ordenamento de árvores que proíbem o corte de árvores de julho a setembro.
NBCUniversal emitiu uma declaração a Deadline Hollywood negando que o corte foi feito por malícia, mas alegando que eles cortam as árvores fora do parque em julho anualmente por segurança, e descrevendo isso e os riscos obstrutivos da construção como "desafios não intencionais para os manifestantes". A NBCUniversal foi multada em US$ 250 por violar as leis sobre árvores e destruir propriedades da cidade.
Em 18 de julho, SAG-AFTRA e WGA emitiram uma queixa conjunta ao Conselho Nacional de Relações Trabalhistas contra a NBCUniversal, acusando a empresa de infringir sua liberdade de piquete e colocar em risco seus membros. A Writers Guild of America West também apresentou uma petição à AMPTP pela falha da NBCUniversal em instalar barreiras para proteger seus manifestantes e os manifestantes do SAG-AFTRA de serem forçados a entrar no trânsito. A NBCUniversal respondeu ao The Hollywood Reporter em um comunicado: “Estamos cientes das denúncias da WGA e SAG-AFTRA. Acreditamos firmemente que a empresa cumpriu nossas obrigações legais de acordo com a Lei Nacional de Relações Trabalhistas (NLRA) e cooperaremos com qualquer investigação do Conselho Nacional de Relações Trabalhistas sobre esse assunto. Embora entendamos que o cronograma de nosso projeto de construção plurianual criou desafios para os manifestantes, continuamos a trabalhar com órgãos públicos para aumentar o acesso. Apoiamos os direitos dos sindicatos de se manifestarem com segurança”.

### Greves "Quick Photo Op"
A SAG-AFTRA também realizou greves breves em outros locais fora de Nova York e Los Angeles. Marcados como greves "Quick Photo Op", ocorreram em Orlando, Honolulu e Atlanta. O sindicato afirmou que planeja lançar mais protestos em todo o país, solicitando que os membros do SAG-AFTRA entrem em contato com seus executivos locais para obter detalhes.

## Respostas e reações

### Executivos da mídia
Antes do final das negociações do SAG-AFTRA, um executivo anônimo da AMPTP afirmou que sua estratégia atual era "permitir que as coisas se arrastassem até que os membros do sindicato [começassem] a perder seus apartamentos e suas casas" para forçar o SAG-AFTRA a posições de negociação menos favoráveis.

#### Bob Iger
Bob Iger, CEO da The Walt Disney Company, afirmou que as demandas dos atores "não eram realistas", acrescentando que "aumentavam o conjunto de desafios que este negócio já enfrenta". Iger foi criticado por essas observações devido ao seu contrato com a Disney, que lhe permite ganhar até US$ 27 milhões em 2023 entre seu salário e bônus. A TheWrap escreveu que Iger ganha mais de 500 vezes o salário médio dos funcionários da Disney, enquanto Town & Country escreveu que na verdade era 1 242 vezes o salário médio de um funcionário da Disney. Quando questionado sobre os comentários de Iger, Drescher os descreveu como "repugnantes". Ela passou a chamar Iger de "barão da terra" que "não tem ideia do que realmente está acontecendo". O The Wall Street Journal também chamou Iger de "surdo". O ator Bryan Cranston respondeu a Iger em parte: "[Nós] não teremos nossos empregos tirados e dados a robôs."

### Políticos
O Presidente dos Estados Unidos, Joe Biden, o Senador de Vermont, Bernie Sanders, e a Prefeita de Los Angeles, Karen Bass expressaram publicamente seu apoio ao sindicato dos atores. Biden já havia apoiado roteiristas em greve em maio de 2023. Alguns políticos se juntaram aos piquetes, incluindo o prefeito de Burbank, Konstantine Anthony (ele próprio membro da SAG-AFTRA) e o deputado da Califórnia, Adam Schiff. Alexandria Ocasio-Cortez juntou-se ao piquete em frente aos estúdios da Netflix na cidade de Nova York. Ela criticou a riqueza dos executivos de estúdio enquanto o roteirista ou ator médio luta para ter acesso à saúde e enfatizou o poder da ação direta para alcançar vitórias econômicas.

### Outros sindicatos
Vários outros sindicatos nos Estados Unidos expressaram apoio à greve. Juntamente com o Writers' Guild, declarações de apoio foram divulgadas pelo Directors Guild e pelo Producers Guild. A International Brotherhood of Teamsters, apesar de estar em uma disputa contratual com a United Parcel Service e programada para entrar em greve no final de julho se nenhum acordo for alcançado, expressou apoio por meio de um comunicado divulgado por seu presidente, Sean O'Brien. A AFL-CIO também apoiou o SAG-AFTRA, assim como o Departamento de Funcionários Profissionais, a International Alliance of Theatrical Stage Employees e a Writers Guild of America, East.

### Outras organizações
Ambos os próximos festivais de cinema, o Festival Internacional de Cinema de Toronto e o Festival Internacional de Cinema de Veneza, reconheceram o impacto potencial da greve e sua proibição associada de aparições promocionais de atores caso a greve não seja resolvida até setembro, mas indicaram que ambos os eventos prosseguirão independentemente, com um aumento de títulos europeus, asiáticos e sul-americanos em todas as suas seções.